# レバノンの県
レバノンは9つの県 (ムハーファザ、アラビア語: محافظة Muhafazah) に分かれる。県の下には郡（أقضية Qadaa）が、郡の下には基礎自治体（بلديات）が設置されている。
| # | 県名                     | アラビア語 ラテン文字転写例                       | 英訳例         | 県庁所在地   | 面積 (km2) | 人口 (2017年推計) |
| - | ------------------------ | ------------------------------------------------- | -------------- | ------------ | ---------- | ----------------- |
| 1 | アッカール県             | عكار Aakkâr, Akkār                                | Akkar          | ハルバ       | 788.4      | 423,596           |
| 2 | バールベック＝ヘルメル県 | بعلبك - الهرمل Baalbek-Hermel, B‘alabak-Al Hirmil | Baalbek-Hermel | バールベック | 2,825.1    | 457,932           |
| 3 | ベイルート県             | بيروت Beyrouth, Bayrūt                            | Beirut         | ベイルート   | 19.6       | 433,249           |
| 4 | ベッカー県               | البقاع Béqaa, Al Biqā‘                            | Beqaa          | ザーレ       | 1,335.8    | 534,342           |
| 5 | ケセルワン＝ジュベイル県 | كسروان - جبيل Kisrwān - Jubayl, Keserwan - Jbail  | Keserwan-Jbeil | ジュニーエ   | 765.9      | 282,789           |
| 6 | 山岳レバノン県           | جبل لبنان Jabal Lubnān                            | Mount Lebanon  | バアブダー   | 1,202.4    | 1,519,449         |
| 7 | ナバティーエ県           | النبطية Nabatîyé, An Nabaţīyah                    | Nabatieh       | ナバティーエ | 1,098.0    | 383,839           |
| 8 | 北レバノン県             | لبنان الشمالي Lubnān ash-Shamālī, Aš Šamāl        | North Lebanon  | トリポリ     | 1,236.4    | 790,951           |
| 9 | 南レバノン県             | لبنان الجنوبي Lubnān al-Janūbī, Al Janūb          | South Lebanon  | サイダ       | 929.6      | 590,078           |

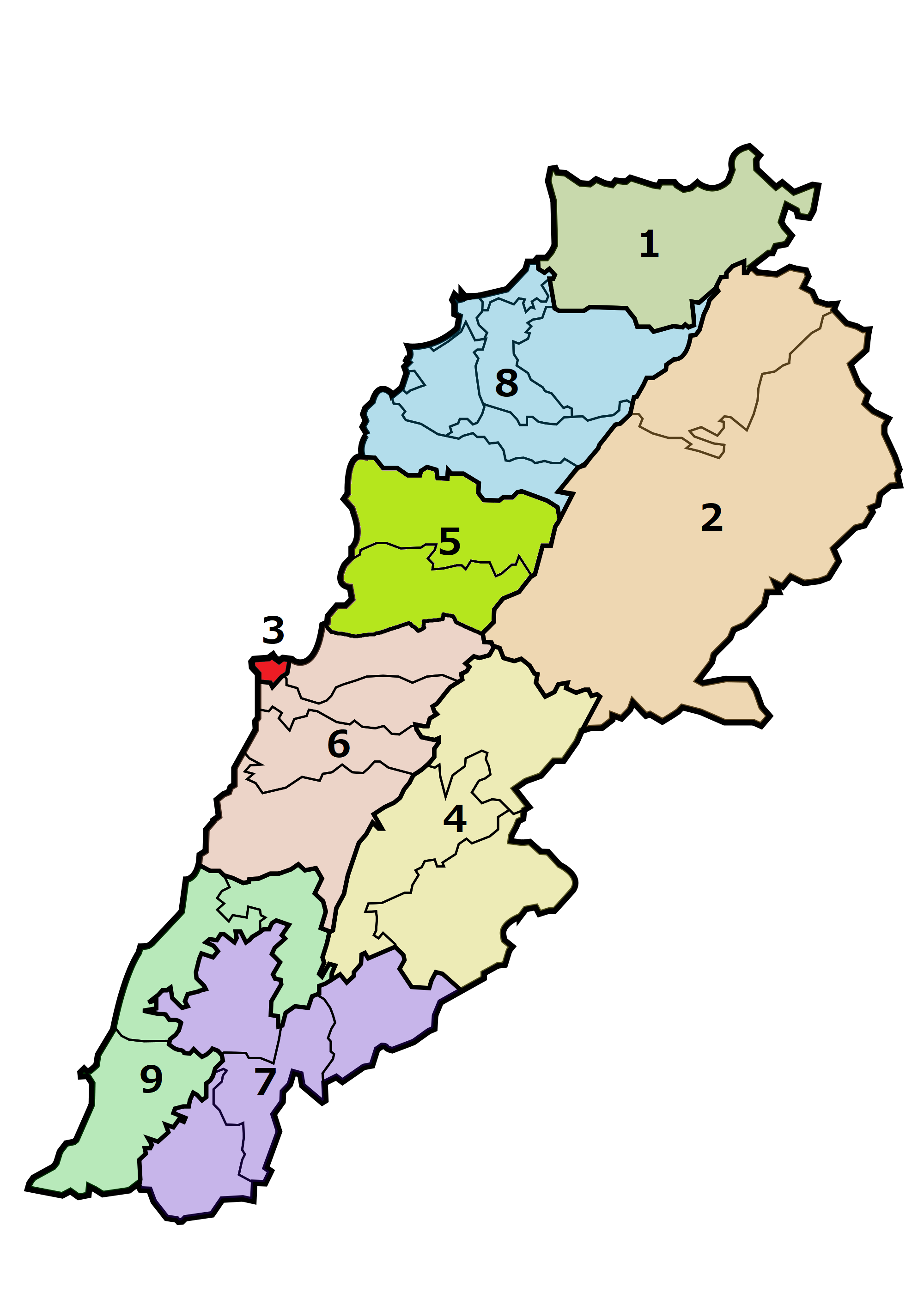
レバノンの県

- 北レバノン県、南レバノン県は単に北部県（الشمال）、南部県（الجنوب）と呼ばれることがある。

## 変遷
- 1943年 - レバノンが独立。当時は北レバノン県（北部県）、ベッカー県、山岳レバノン県、南レバノン県（南部県）、ベイルート県の5県。
- 1975年 - ナバティーエ県が南レバノン県より分離[2]。
- 2003年7月16日 - 法律第522号が制定され、アッカール県とバールベック＝ヘルメル県の創設が決定される[3]。分離元はそれぞれ北レバノン県、ベッカー県。
- 2014年 - 県設立後空位であったアッカール県とバールベック＝ヘルメル県に知事が就任。本格的な行政サービスが開始される。そのためこの年を両県の創設とする場合もある[4]。
- 2017年8月16日 - 国民議会にてケセルワン＝ジュベイル県の創設を決定。分離元は山岳レバノン県。後はミシェル・アウン大統領の署名を待つのみとなった[5][6]。
- 2020年6月11日 - ケセルワン＝ジュベイル県に知事が就任し、本格的な行政サービスが開始された[7]。

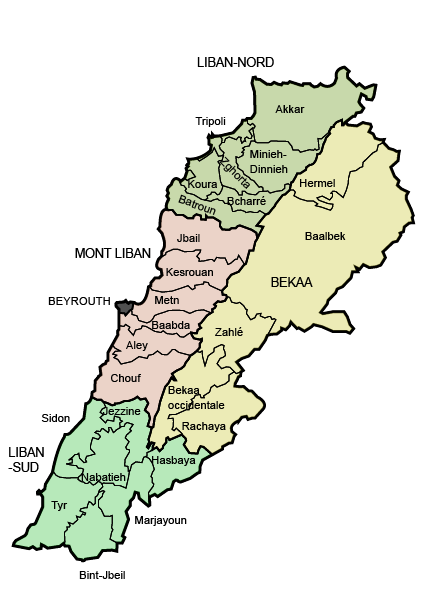
独立から1975年までの県
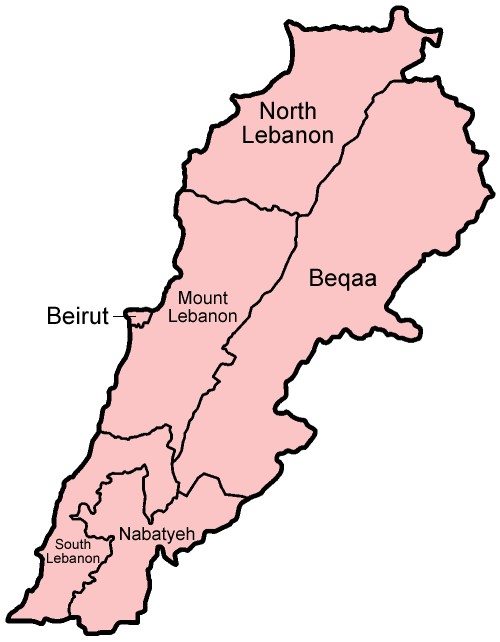
1975年から2003年までの県
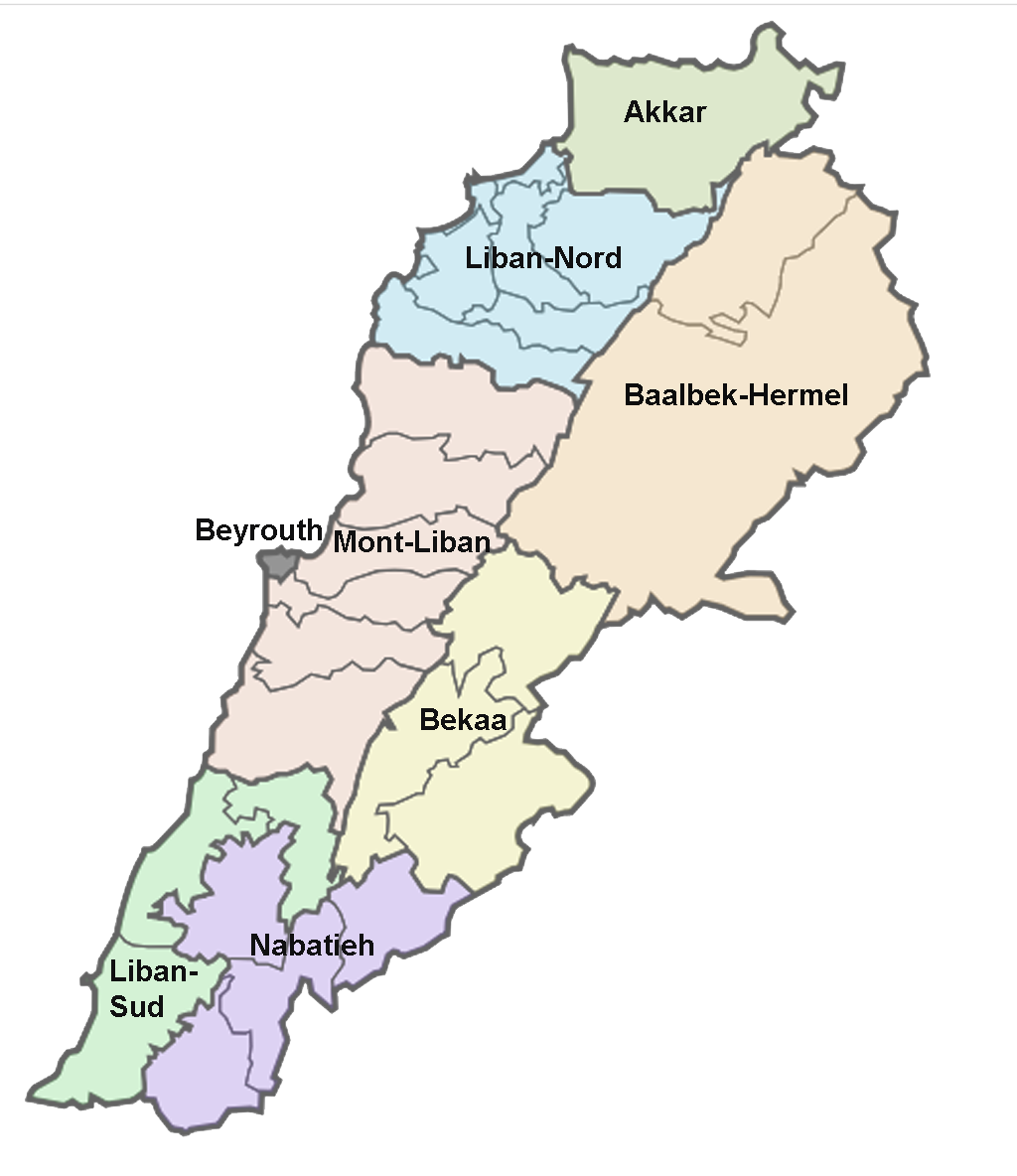
2003年から2017年までの県